# Erling Kagge
Erling Kagge (født 15. januar 1963) er en norsk advokat, forlagsdirektør, forfatter, polarforsker og eventyrer.
Erling Kagge er i dag forlagsdirektør i Kagge Forlag.
Sammen med Børge Ousland blev de i 1990 de første som nåede Nordpolen uden assistance udefra. I 1992–93 gik Kagge, som den første, alene til Sydpolen. Turen skildrer han i bogen Alene til Sydpolen (1993). I 1994 besteg han Mount Everest og blev dermed den første i historien til at nå jordens "tre poler".